# ЭРА-ГЛОНАСС
«ЭРА-ГЛОНАСС» — российская государственная автоматизированная информационная система (ГАИС) экстренного реагирования при авариях. Обеспечивает оперативное получение информации о дорожно-транспортных и об иных происшествиях на автомобильных дорогах в Российской Федерации, её обработку, хранение и передачу в экстренные оперативные службы, а также доступ к этой информации государственных органов, органов местного самоуправления, должностных лиц, юридических лиц, физических лиц (пункт 1 статьи 2 Федерального закона Российской Федерации от 28 декабря 2013 г. № 395-ФЗ «О Государственной автоматизированной информационной системе „ЭРА-ГЛОНАСС“»).
Для передачи сигнала использует сети сотовых операторов, подключаясь к любой сети, действующей на данной территории, передаёт как голосовой вызов, так и цифровые данные; устройство внутри автомобиля вычисляет координаты происшествия благодаря встроенным приёмникам спутниковой навигации ГЛОНАСС и GPS.
Оператором системы является акционерное общество «ГЛОНАСС». «ЭРА-ГЛОНАСС» технологически совместима с общеевропейской системой eCall, а также с казахстанской ГАИС «ЭВАК».
С 1 января 2017 года вступило в силу требование об обязательном оснащении всех пассажирских и грузовых транспортных средств, выпущенных или ввезённых на территорию России, устройствами вызова экстренных оперативных служб (УВЭОС), подключенными к «ЭРА-ГЛОНАСС».
На новые автомобили УВЭОС устанавливается на конвейере автопроизводителя. Подержанные транспортные средства должны оснащаться таким устройством как дополнительным элементом для того, чтобы автомобиль получил возможность быть растаможенным.
Внедрение системы привело к сокращению времени реагирования при авариях и других чрезвычайных ситуациях, что позволило снизить уровень смертности и травматизма на дорогах и повысить безопасность грузовых и пассажирских перевозок.

## Принцип действия системы
Система «ЭРА-ГЛОНАСС» представляет собой распредёленную инфраструктуру оператора (включающую в себя навигационно-информационную платформу, сеть передачи данных и сеть сотовой связи, реализованную по принципу «виртуального оператора») и устройства вызова (УВЭОС), устанавливаемого в автомобили.

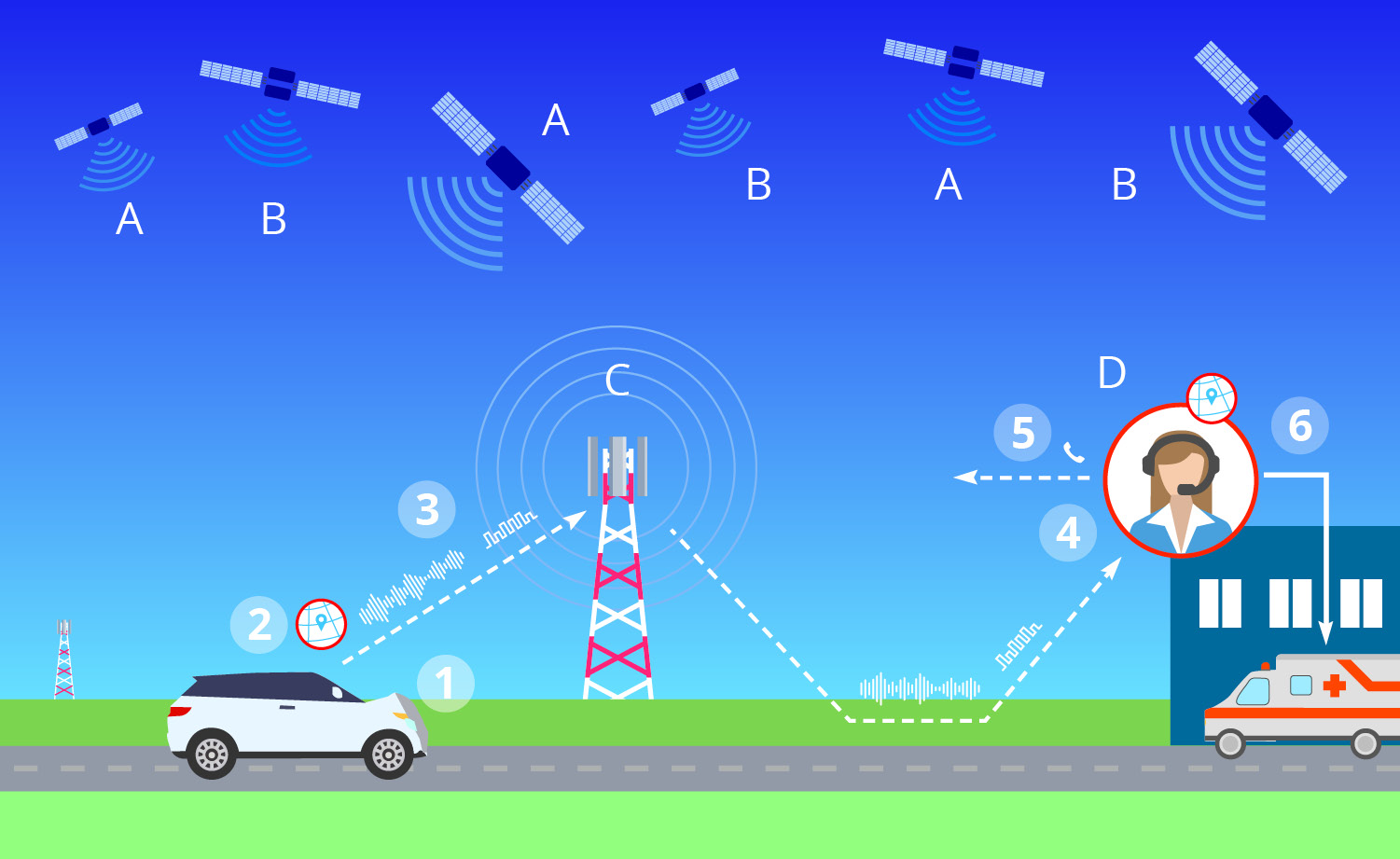
В случае аварии (1) УВЭОС в автомобиле определяет координаты (2) благодаря спутникам А и В, а также подключается к базе сотовой связи (3), передаёт данные и автоматическое голосовое сообщение оператору (4), который связывается по голосовой связи с пострадавшим автомобилем (5) и генерирует вызов для экстренных служб (6)

При сильной аварии (согласно ГОСТ устройство должно распознавать фронтальное столкновение, боковое столкновение, удар сзади) УВЭОС в соответствии с заложенным в него алгоритмом определяет степень тяжести аварии, определяет местоположение пострадавшего транспортного средства через спутники системы ГЛОНАСС и/или GPS, устанавливает связь с инфраструктурой системы «ЭРА-ГЛОНАСС» и в соответствии с протоколом передаёт необходимые данные об аварии. Такой тип вызова называется автоматическим, имеет приоритетный статус и будет передан через любой из сотовых операторов «большой четвёрки», чей сигнал в данном месте будет самым сильным. Если сеть будет перегружена множеством телефонных звонков, то их можно прервать для передачи экстренной информации. В случае недостаточного уровня сигнала для отправки голосового вызова в систему направляется SMS. В начале разговора отправляются цифровые данные объёмом 140 байтов (закодированные частотной модуляцией в звуковом канале), содержащие информацию о местоположении, номере автомобиля, уровнях срабатывания датчиков, количестве пристёгнутых ремней (косвенные данные о числе пассажиров), времени вызова.
Совершить вызов можно и вручную — нажатием кнопки SOS в автомобиле. В этом случае оператор контакт-центра «ЭРА-ГЛОНАСС» голосом уточняет детали происшествия и, в случае подтверждения информации, направляет к пострадавшей машине службы экстренного реагирования — спасателей, скорую помощь, ГИБДД.

### Устройство вызова
Позволяет подключаться к операторам сотовых сетей (содержит сим-карту), определяет геокоординаты,  подключено к автомобильной мультимедийной системе для голосовых вызовов (к динамикам и микрофону), умеет передавать цифровые данные в голосовом канале в сетях 2G, 3G, содержит кнопку экстренного вызова SOS, кнопку тестирования, индикаторы работы (зелёный и оранжевый), встроенный аккумулятор, антенну, поддерживает связь с датчиками автомобиля.

### Технические требования
Во всем мире требования к устройствам вызова экстренных оперативных служб и их функционированию регламентированы на уровне правил ООН. На территории стран-членов Евразийского экономического союза эти требования были детализированы в 2011 году с принятием Евразийской экономической комиссией технического регламента Таможенного союза (ТР ТС 018/2011 «О безопасности колесных транспортных средств») и обязательны для всех стран союза.
Требования гармонизированы с аналогичными требованиями, принятыми позже Европейским союзом. Поэтому автомобили, поставляемые в Россию, Казахстан, другие страны ЕАЭС и в европейские страны, содержат аналогичные устройства.
Технические требования к системе определены рядом стандартов, разработанных во время создания системы.
В соответствии с техническим регламентом Таможенного союза «О безопасности колесных транспортных средств» (изменения приняты 30 января 2013 года) были установлены сроки оснащения соответствующих категорий транспортных средств автомобильными терминалами (устройствами вызова экстренных оперативных служб):
- с 1 января 2015 года — транспортные средства, впервые проходящие процедуру одобрения типа на соответствие требованиям технического регламента;
- с 1 января 2016 года — транспортные средства, используемые для коммерческой перевозки пассажиров и перевозки опасных грузов, твёрдых бытовых отходов и мусора (мусоровозы), выпускаемые в обращение на территории стран Таможенного союза;
- с 1 января 2017 года — все транспортные средства, выпускаемые в обращение на территории стран Таможенного союза.

## Разработка, внедрение и развитие
Разработка системы осуществлялась в рамках проекта, одобренного «Комиссией при Президенте Российской Федерации по модернизации и технологическому развитию экономики России» (пункт 1 протокола заседания комиссии от 28 октября 2009 г. № 5). В ходе реализации проекта развёрнута инфраструктура системы в 83 субъектах РФ, выполнено сопряжение с системами «112» и экстренными оперативными службами, а также рядом других государственных систем, утверждён комплекс национальных технических стандартов, принят Федеральный закон "О государственной автоматизированной информационной системе «ЭРА-ГЛОНАСС», который вступил в силу с 1 января 2014 года.
Первоначально (2009—2012 годы) разрабатывалась ПАО «Навигационно-информационные системы», затем исполнителем проекта было определено Некоммерческое партнерство «ГЛОНАСС».
На территории РФ зарезервированы телефонные коды 941—949 и выделена первая серия номеров (941-111-1ххх) для связи с экстренными центрами приёма информации. Деятельность контакт-центра «ЭРА-ГЛОНАСС» организована силами дочерней компании ОАО «Ростелеком» «Ростелеком контакт-центр» (ЗАО МЦ НТТ)
В июле 2013 года система была запущена в опытную эксплуатацию в 15 регионах России, комплексные испытания проведены в 63 регионах в октябре того же года. В декабре 2013 года система была развёрнута в полном составе на всей территории страны. 1 января 2015 года система была введена в промышленную эксплуатацию.
3 июля 2015 года по указу президента Российской Федерации было создано акционерное общество «ГЛОНАСС», 100 % акций которого принадлежит государству, в качестве единственного оператора ГАИС «ЭРА-ГЛОНАСС». АО «ГЛОНАСС» занимается поддержкой и развитием системы, а также услуг на её основе.
Первым серийным автомобилем, оборудованным системой «ЭРА-ГЛОНАСС», стала Lada Vesta.
По состоянию на 26 июля 2021 года, в системе зарегистрировано 7 625 000 транспортных средств. Количество принятых и обработанных вызовов превысило 12,5 млн, из них около 140 тыс. потребовали помощи экстренных оперативных служб (были признаны истинными). Обеспечено постоянное информационное взаимодействие «ЭРЫ-ГЛОНАСС» и региональных «Систем-112» в 63 из 85 российских регионов (в остальных субъектах РФ экстренный вызов передаётся в территориальные органы МВД). «ЭРА-ГЛОНАСС» полностью готова к автоматизированному взаимодействию с региональными «Системами-112», необходим лишь их ввод в постоянную эксплуатацию в каждом субъекте РФ. Сопряжение систем способствует сокращению времени до оказания необходимой помощи пострадавшим в ДТП, что увеличит шансы на сохранение их жизни и здоровья.

## Проекты и услуги на основе «ЭРЫ-ГЛОНАСС»
На базе системы работает ряд дополнительных сервисов — как для частных автовладельцев, так и для коммерческих и государственных заказчиков.
- Для водителей работает дополнительный сервис «Помощь на дороге». Если у автомобиля возникла техническая неисправность, можно нажать кнопку SOS и попросить оператора системы прислать помощь. Вызов будет передан специалисту сервис-провайдера. Доступны техническая поддержка, услуги эвакуатора, доставка топлива, юридическая консультация и др. Автовладелец оплачивает только оказанные сервис-провайдером услуги по заранее оговорённой цене.
- Разработана автоматизированная система мониторинга «АСМ ЭРА». Она используется для оказания услуг коммерческим и государственным заказчикам по мониторингу транспорта и грузов (в том числе опасных и скоропортящихся), а также для контроля за пассажирскими перевозками. «АСМ ЭРА» позволяет получать уведомления о нарушениях и отклонениях по SMS и электронной почте, контролировать функционирование навесного оборудования и расход топлива. Масштабный проект был реализован во время проведения Чемпионата мира 2018: 17 тыс. автобусов были оснащены аппаратурой спутниковой навигации и подключены к системе. Автобусы совершили 337 тыс. рейсов и перевезли более 10 млн болельщиков. «АСМ ЭРА» помогала организаторам мероприятия обеспечивать качественное транспортное обслуживание гостей чемпионата, отслеживала возникающие нештатные ситуации.

## Зарубежные аналоги

### В Евросоюзе
С 2001 года странами Евросоюза разрабатывается программа eCall, согласно которой в 2015 году весь автотранспорт, продаваемый на территории содружества, должен быть укомплектован навигационно-коммуникационными средствами, срабатывающими при аварии, после чего на номер 112 по каналам GSM-связи передаётся информация о местонахождении автомобиля на ближайший диспетчерский пункт. Например, в Германии такими приборами уже с 2005 года стали оснащаться автопоезда грузоподъёмностью свыше 12 т, в Швеции — грузовики массой свыше 3,5 тонны.
Для дальнейшего продвижения программы eCall Европейская комиссия создала в 2004 году координационный совет EeIP (European eCall Implementation Platform), в задачи которого также входит взаимодействие с «ЭРОЙ-ГЛОНАСС». Для тестирования инфраструктуры eCall в России в 2011 году был создан консорциум представителей промышленности HeERO (Harmonized eCall European Pilot).
Запуск eCall произошёл в 2018 году.
В настоящее время уже обеспечено информационное взаимодействие ГАИС «ЭРА-ГЛОНАСС» с финской системой eCall.

### В Казахстане
Разрабатывается аналогичная система «ЭВАК» — экстренный вызов при авариях и катастрофах. Она будет действовать с использованием сигналов навигационных спутниковых систем GPS и ГЛОНАСС.
Предполагается с 2016 года оснастить бортовой системой легковые автомобили массой свыше 2,5 тонны, автобусы, грузовики и спецтранспорт для перевозки опасных грузов, а с 2017 года — все остальные транспортные средства.
С 1 января 2019 года система «ЭВАК» запущена в промышленную эксплуатацию.
19 ноября 2019 года в Москве подписано соглашение о сотрудничестве между АО «ГЛОНАСС» и ДТОО «Институт космической техники и технологий» (Казахстан), операторами двух систем. Партнёрство обеспечит автоматизированное информационное взаимодействие систем экстренного реагирования при ДТП, что будет способствовать повышению безопасности на дорогах при поездках российских и казахстанских пользователей по территории соседней страны.

### В Японии
С середины 1980-х годов на всех дорогах страны была запущена интеллектуальная транспортная система, призванная осуществлять полную автоматизацию управления дорожным движением. На все автомобили стали устанавливать специальное бортовое навигационно-коммуникационное оборудование для контроля местоположения и состояния транспортного средства. Передача информации и управляющих сигналов, а также двунаправленная связь с водителем осуществляется через диспетчерскую службой быстрого реагирования под названием ECall. В результате успешной деятельности системы смертность на дорогах Японии значительно снизилась, в 2009 году составила 5 тыс. чел. Власти страны планируют сократить число погибших до нуля.

### В США
С 2001 года властями страны был реализован проект E911, обеспечивающий автоматическую передачу данных о местоположении телефона при звонках на службу спасения 911. Продолжением развития проекта стало внедрение с 2006 года программы NG9-1-1, согласно которой каждый пострадавший имеет возможность использовать любое средство связи для соединения с оператором службы спасения, который в свою очередь может принимать данные о местоположении со стационарных и мобильных телефонов, а также автоматических датчиков, срабатывающих при авариях. В 2010 году система была протестирована и стала повсеместно внедряться.

### В Бразилии
В Бразилии реализуется государственный проект SIMRAV — комплексная система мониторинга и регистрации транспортных средств. Изначально служба создавалась как противоугонная система, так как страна находится на первом месте в мире по кражам автотранспорта. Планировалось с 2013 года оснастить абонентскими терминалами все производимые в Бразилии и импортируемые автомобили, при этом запуск системы до этого откладывался 8 раз.

### В ОАЭ
Начиная с 2021 года, новые модели всех транспортных средств, прибывающих в страну, должны быть оснащены системой eCall в соответствии со стандартами национальной службы по надзору в сфере связи, информационных технологий и массовых коммуникаций ОАЭ (ESMA).